# Cynog
Cynog, noto anche come Canog (434 – 492), è stato un sovrano britanno; è venerato come santo dalla Chiesa cattolica.

## Agiografia e culto
Si ritiene che fosse il primo figlio maschio di Brychan, un potente sovrano gallese del V secolo. Sua madre potrebbe essere stata Benadulved, figlia di Benadyl, un principe del Powys. Sarebbe stata sedotta mentre Brychan era ostaggio presso la corte del padre di lei.
Cynog sarebbe stato ucciso sulla montagna detta the Van (Bannau Brycheiniog).
Le sue reliquie si troverebbero a Merthyr Cynog, nel Galles, mentre il giorno in cui viene celebrato è il 7 o il 9 ottobre.